# (I Want to) Come Home
«(I Want to) Come Home» es una canción compuesta y grabada por el músico británico Paul McCartney para la banda sonora de la película Todos están bien.

## Composición
Una versión temprana de la película Todos están bien fue vista por McCartney, con una versión de «Let it be» cantada por Aretha Franklin e insertada en el largometraje por el director Kirk Jones. McCartney escribió la canción «(I Want to) Come Home» tras conectar con el protagonista del filme, interpretado por Robert De Niro, un «viudo que sale a la carretera para visitar a sus hijos tras cancelar un encuentro de fin de semana».
McCartney comentó al periódico USA Today: «Me siento identificado con un tipo que tiene hijos mayores, que perdió a su mujer, la madre de esos hijos, y está intentando reunirlos en Navidad. Lo entiendo».
Tras grabar una versión demo en casete, McCartney recibió notas para la canción del director, Kirk Jones, pidiendo una introducción a la canción opuesta al original y «abrupto» inicio. McCartney colaboró con el compositor de la música de la película, Dario Marianelli, para orquestar la canción, dando como resultado «una balada intimista con piano, guitarra y cuerdas».

## Publicación
«(I Want to) Come Home» fue publicada como sencillo en formato de descarga digital, sin publicación física, el 8 de diciembre de 2009, durante la semana anterior al estreno del largometraje. Según la tienda Amazon.com, la canción no está incluida en la banda sonora del largometraje.
La canción fue nominada a un Globo de Oro en la categoría de mejor canción original, aunque la canción que se alzó con el galardón fue «The Weary Kind» de la película Crazy Heart, dirigida por Ryan Bingham.